# Centre international d'art contemporain de Montréal
 (septembre 2020).
Si vous disposez d'ouvrages ou d'articles de référence ou si vous connaissez des sites web de qualité traitant du thème abordé ici, merci de compléter l'article en donnant les références utiles à sa vérifiabilité et en les liant à la section « Notes et références ».
Le Centre international d’art contemporain de Montréal (CIAC) est un organisme à but non lucratif fondé en 1983 par Claude Gosselin. Il se donne pour objectif premier la diffusion d’œuvres récentes à travers des expositions d’envergure nationale et internationale, des publications, un site web, un Magazine électronique et des activités de sensibilisation à l’art.

## Description
D’abord identifié aux arts visuels, le CIAC diffuse aussi le travail de professionnels du design d’objet et du graphisme, de la vidéo et du film d’art, de l’architecture et de l’urbanisme, de l’architecture du paysage.
De 1985 à 1996, le CIAC s’est principalement fait remarquer par l’organisation des Cent jours d’art contemporain de Montréal.  En 1998, il met en place la Biennale de Montréal (BNL MTL), une biennale internationale inscrite dans le réseau des biennales des grandes villes du monde.
Sans lieu d’exposition permanent, le CIAC est un bureau pour l’art contemporain. Ainsi, selon les besoins de ses activités, le CIAC investit de nombreux lieux commerciaux, industriels, ignorés, désaffectés ou nouveaux, faisant découvrir grâce à ses manifestations différents secteurs et aspects de la ville de Montréal.
Outre l’organisation d’événements artistiques, le CIAC réalise également un travail d’animation culturelle, destiné à une compréhension en profondeur des enjeux de l’art contemporain, qui a pris la forme de différents programmes d’activités, notamment le concours annuel des Jeunes critiques en arts visuels (de 1997 à 2007).
Enfin, le CIAC édite en ligne le Magazine électronique du CIAC. Ce magazine bilingue (français et anglais) propose des critiques d’œuvres et des informations générales sur des artistes actifs dans le milieu de l’art web (ou art en ligne) et sur les institutions qui le diffusent.